# HD66350
HD66350 — хімічно пекулярна зоря спектрального класу A0, що має видиму зоряну величину в смузі V приблизно  8,7.
Вона  розташована на відстані близько 3543,5 світлових років від Сонця.

## Пекулярний хімічний склад
Зоряна атмосфера HD66350 має підвищений вміст 
Eu
.